# Boletopsis nothofagi
A Boletopsis nothofagi é uma espécie de fungo da família Bankeraceae. O fungo forma basidiomas cinzentos que crescem em tufos. Como todas as espécies de Boletopsis, tem uma superfície porosa portadora de esporos na parte inferior do píleo, mas difere de outras espécies de Boletopsis por ter características como esporos alongados e uma descoloração verde quando corado com hidróxido de potássio. A Boletopsis nothofagi é endêmica da Nova Zelândia e tem uma associação micorrízica com a Nothofagus fusca. Não se sabe exatamente quando o fungo forma seu cogumelo, mas até agora ele foi encontrado apenas em maio, durante o outono no Hemisfério Sul.
A primeira descrição da B. nothofagi foi publicada em 2012 por Jerry A. Cooper e Patrick Leonard. Estudos de DNA do fungo sugerem que ele é um membro um tanto basal do gênero Boletopsis. O fungo é provavelmente uma espécie nativa da Nova Zelândia e estava presente no país antes da chegada dos europeus. Por ser muito rara e possivelmente ameaçada, a B. nothofagi está listada na Lista Vermelha de Espécies Ameaçadas como uma espécie em perigo de extinção.

## Taxonomia
Em 2009, uma espécie desconhecida de Boletopsis foi descoberta no vale Ōrongorongo, próximo a Wellington, Nova Zelândia. Em 2010, o fungo foi encontrado novamente no mesmo local e também foi descoberto na Ilha Sul. As comparações morfológicas e a análise molecular de outras espécies do gênero sugeriram que o fungo não poderia ser atribuído a nenhum representante conhecido do gênero e, portanto, foi descrito pelos micologistas Jerry A. Cooper e Patrick Leonard como uma nova espécie. A descrição da espécie Boletopsis nothofagi foi publicada na revista MycoKeys em 2012. Os dois autores escolheram o epíteto específico nothofagi com base na característica do fungo como simbionte micorrízico da Nothofagus fusca. As hifas inchadas e os esporos lisos mostram que a B. nothofagi é um membro do subgênero Boletopsis no gênero Boletopsis.
A Boletopsis nothofagi é uma representante geneticamente diferenciada do gênero Boletopsis, que, de acordo com as investigações de Cooper e Leonard, separou-se relativamente cedo do precursor da maioria das outras espécies conhecidas. Apenas uma espécie da América do Norte, B. leucomelaena, se separa de sua árvore filogenética ainda mais cedo. No entanto, as relações entre muitas das espécies não foram totalmente resolvidas no estudo, portanto, no futuro, novas espécies poderão ser descritas.

## Descrição

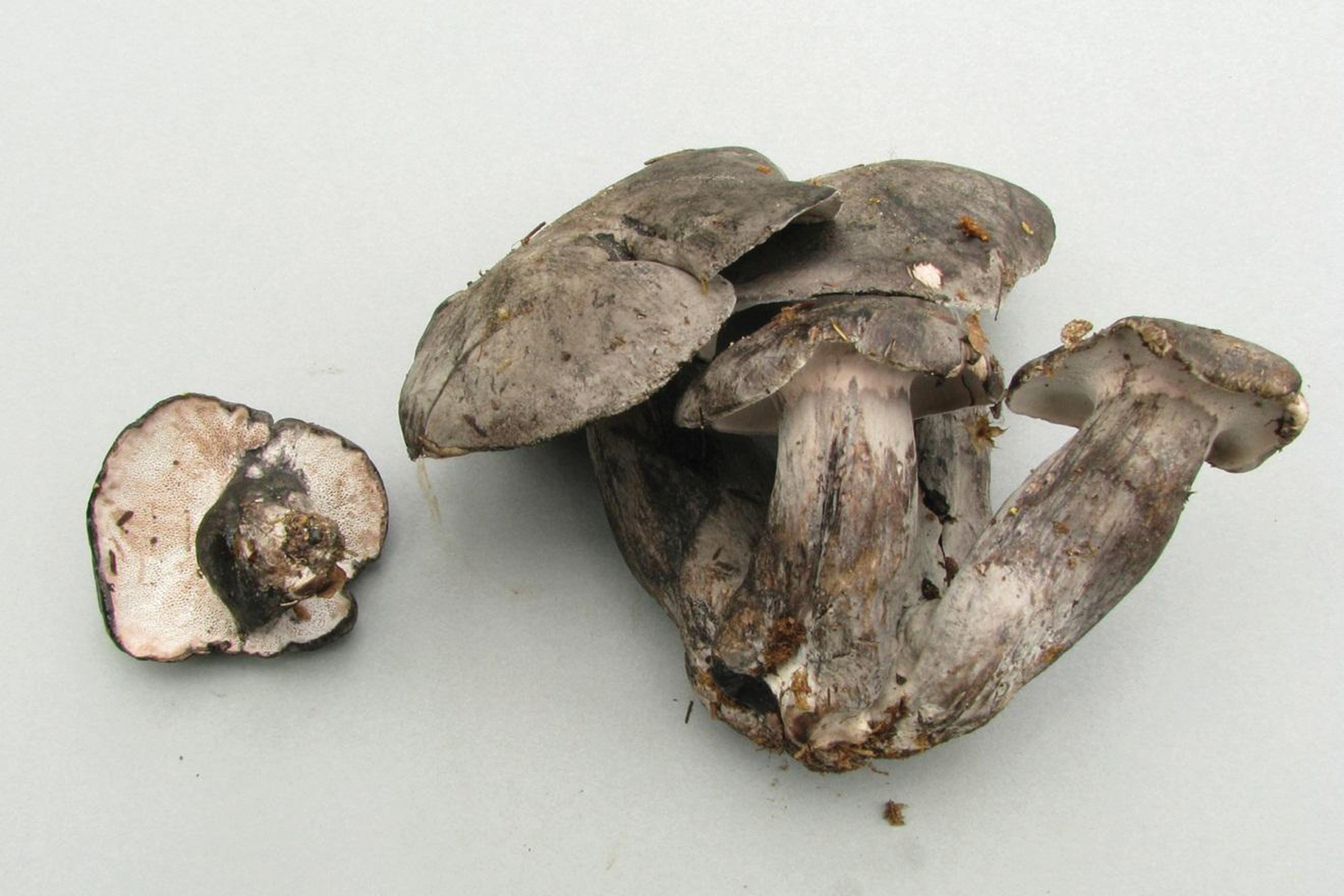
Os basidiomas da Boletopsis nothofagi geralmente crescem em tufos.

Os basidiomas geralmente crescem em tufos e raramente individualmente. Eles têm um píleo com um estipe central. O píleo é convexo, medindo de 10 a 80 mm de largura e de 5 a 22 mm de altura. Em espécimes jovens, a borda do píleo é levemente curvada, enquanto o píleo dos basidiomas mais velhos costuma se curvar. A pileipellis é de cor cinza e sua textura varia de lisa a levemente fibrosa. Quando machucados ou feridos ficam manchados de forma mais escura e acabam escurecendo.
Os estipes são em forma de taco a cilíndricos, ligeiramente afunilados em direção à base e ao píleo, com altura de cerca de 20 a 60 mm e espessura de 10 a 25 mm. O estipe é liso e seco na superfície e tem uma textura firme na parte interna. Os estipes têm uma cor semelhante à do píleo e apresentam as mesmas respostas a danos.
O himênio branco e poroso tem uma espessura de 1 a 2 mm e fica marrom quando machucado. Por milímetro, há de dois a três poros. Quando seco, a cor do himênio torna-se marrom-rosada. O himênio se estende um pouco abaixo do estipe e é bem definido. O tecido seco tem um odor semelhante ao do feno-grego. A morfologia da micorriza ainda não foi descrita; no entanto, como ocorre com todos os outros tipos de Boletopsis, é provável que seja ectomicorrízica.

### Características microscópicas
A Boletopsis nothofagi tem uma estrutura hifal monomítica, em que todas as hifas são hifas geradoras, que servem para o crescimento do fungo. O píleo, quando visto em um microscópio, é claramente diferenciado e consiste em uma cútis, uma camada de hifas orientadas que se encontram radialmente. Elas têm até 2 μm de espessura, são pigmentadas de marrom e cobertas com grânulos pequenos e de formato irregular. Tornam-se verdes quando coradas com hidróxido de potássio (KOH), uma característica diagnóstica do gênero. A subcútis consiste em hifas inchadas de até 6 μm de espessura. Elas têm paredes finas, são preenchidas com gotículas de óleo e têm fíbulas nos septos. A camada himenial tem estruturas de cistídio porosas medindo 4 por 80 μm. Os basídios da B. nothofagi são pleurobasídios que surgem nas laterais das hifas; eles são cilíndricos ou em forma de taco, com tamanho de 5 a 10 por 20 a 30 μm e presos na base. Os basídios sempre têm quatro esterigmas, nos quais estão localizados esporos finos e marrons claros. Os esporos são irregulares, com extremidades achatadas e formato alongado. Em média, eles medem 5,3 por 4,1 μm.

Estruturas microscópicas
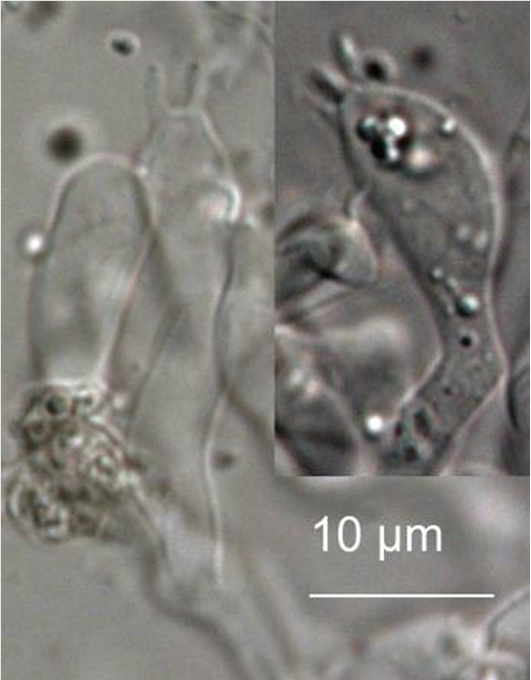
Basídio
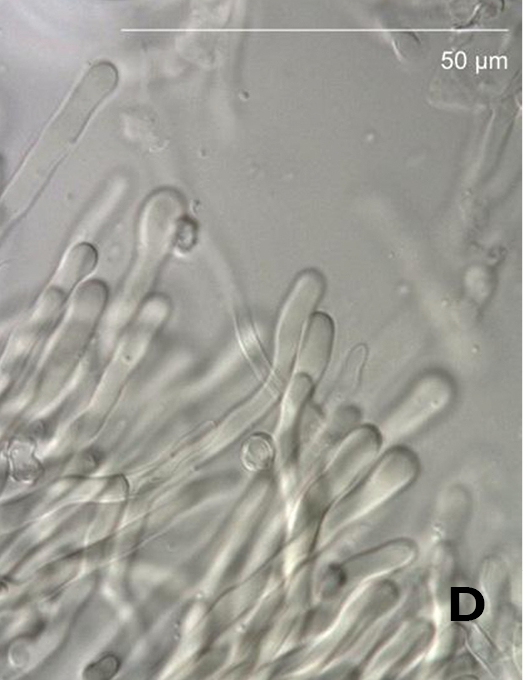
Estruturas semelhantes a cistídios
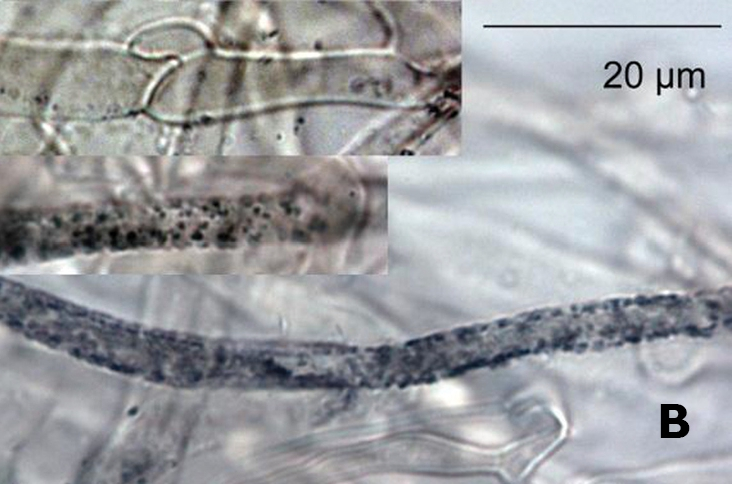
Hifas com fíbulas
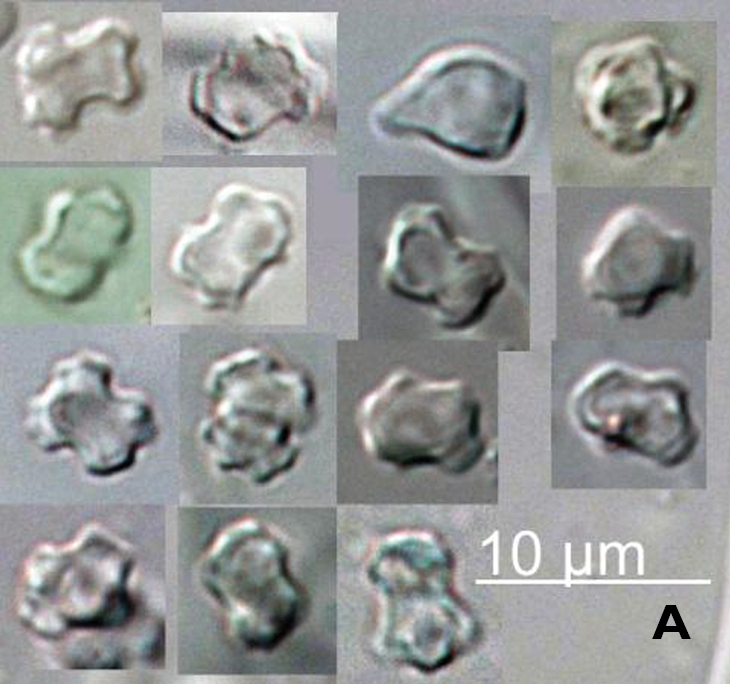
Esporos

## Distribuição

Distribuição da B. nothofagi na Nova Zelândia

A distribuição conhecida da Boletopsis nothofagi é limitada a duas áreas bem definidas da Nova Zelândia, uma na Ilha Norte e outra na Ilha Sul. Essas áreas estão no Parque Rimutaka Forest, próximo a Wellington, e em Saint Arnaud, na parte norte da Ilha Sul. Esses locais são relativamente distantes uns dos outros e isolados, o que, juntamente com sua ausência no restante da Nova Zelândia, torna improvável que a espécie seja uma importação recente. É mais provável que a espécie seja nativa da Nova Zelândia e tenha sido ignorada em pesquisas anteriores devido à sua raridade.
A Boletopsis nothofagi é o membro mais meridional do gênero Boletopsis e, desde 2013, o único membro conhecido do gênero no Hemisfério Sul; seus parentes mais próximos são encontrados na Ásia e na Costa Rica.

## Ecologia
A ocorrência da Boletopsis nothofagi parece estar fortemente ligada à ocorrência da faia Nothofagus fusca, uma espécie de Fagales que é endêmica da Nova Zelândia. A B. nothofagi foi encontrada exclusivamente em florestas de N. fusca espalhadas pela Nova Zelândia abaixo de 37° S. O fungo forma uma associação micorrízica com as árvores de N. fusca, na qual as hifas do micélio fúngico envolvem as raízes da árvore e penetram no córtex, mas não em suas células. Posteriormente, a B. nothofagi assume a função de pelo da raiz e direciona a água e os nutrientes do solo para a árvore. Em troca, o fungo pode, por meio do contato com o tecido da raiz, acessar os produtos da fotossíntese da árvore. Até o momento, os cogumelos da espécie sempre foram encontrados em maio, no final do outono no Hemisfério Sul.
Pouco se sabe sobre os requisitos de habitat - como umidade, temperatura, composição do solo e conteúdo de água - de B. nothofagi. No entanto, como a espécie parece ocorrer apenas junto com a N. fusca, ela deve estar em conformidade com suas exigências. A espécie arbórea prefere planícies e colinas ao longo dos vales dos rios e geralmente cresce em solo rico em nutrientes e bem drenado. É mais provável que a espécie seja encontrada no interior do que nas regiões costeiras.

## Status
De acordo com Cooper e Leonard, o fato de a Boletopsis nothofagi ter sido encontrada apenas 200 anos após a colonização europeia da Nova Zelândia ilustra a raridade dessa espécie, embora também seja possível que a descoberta tardia tenha sido causada por uma frutificação rara ou pouco frequente. Os autores presumem que a espécie ocorre de forma muito esparsa e que isso não pode ser atribuído à atividade humana. Embora não existam dados sobre tendências populacionais ou distribuição histórica do fungo, Cooper e Leonard consideram a espécie, de acordo com o Sistema de Classificação de Ameaças da Nova Zelândia, como "naturalmente incomum".

### Literatura citada
Cooper, Jerry; Patrick Leonard (2012). «Boletopsis nothofagi sp. nov. associated with Nothofagus in the Southern Hemisphere». MycoKeys (3): 13–22. ISSN 1314-4057. doi:10.3897/mycokeys.3.2762